# Курлыкина, Вера Прокопьевна
Вера Прокопьевна Курлыкина (1 января 1927, Алма-Атинский округ, КазАССР — 5 января 2006, Карабулак, Алматинская область) — колхозница, Герой Социалистического Труда (1948).

## Биография
Родилась в 1927 году в Талды-Курганской области Киргизской АССР (сегодня — Алматинская область, Казахстан). После окончания средней школы вступила в местный колхоз. Первоначально трудилась рядовой колхозницей, потом была назначена звеньевой полеводческого звена.
В начале 1947 года полеводческое звено Веры Курлыкиной взяло обязательство собрать по 25 центнеров пшеницы с каждого гектара. Во время жатвы звено собрало на участке площадью 9 гектаров по 32 центнеров пшеницы с каждого гектара. За этот доблестный труд она была удостоена в 1948 году звания Героя Социалистического Труда.

## Награды
- Герой Социалистического Труда (1948);
- Орден Ленина (1948);